# مرصد سودبوري للنيوترينو

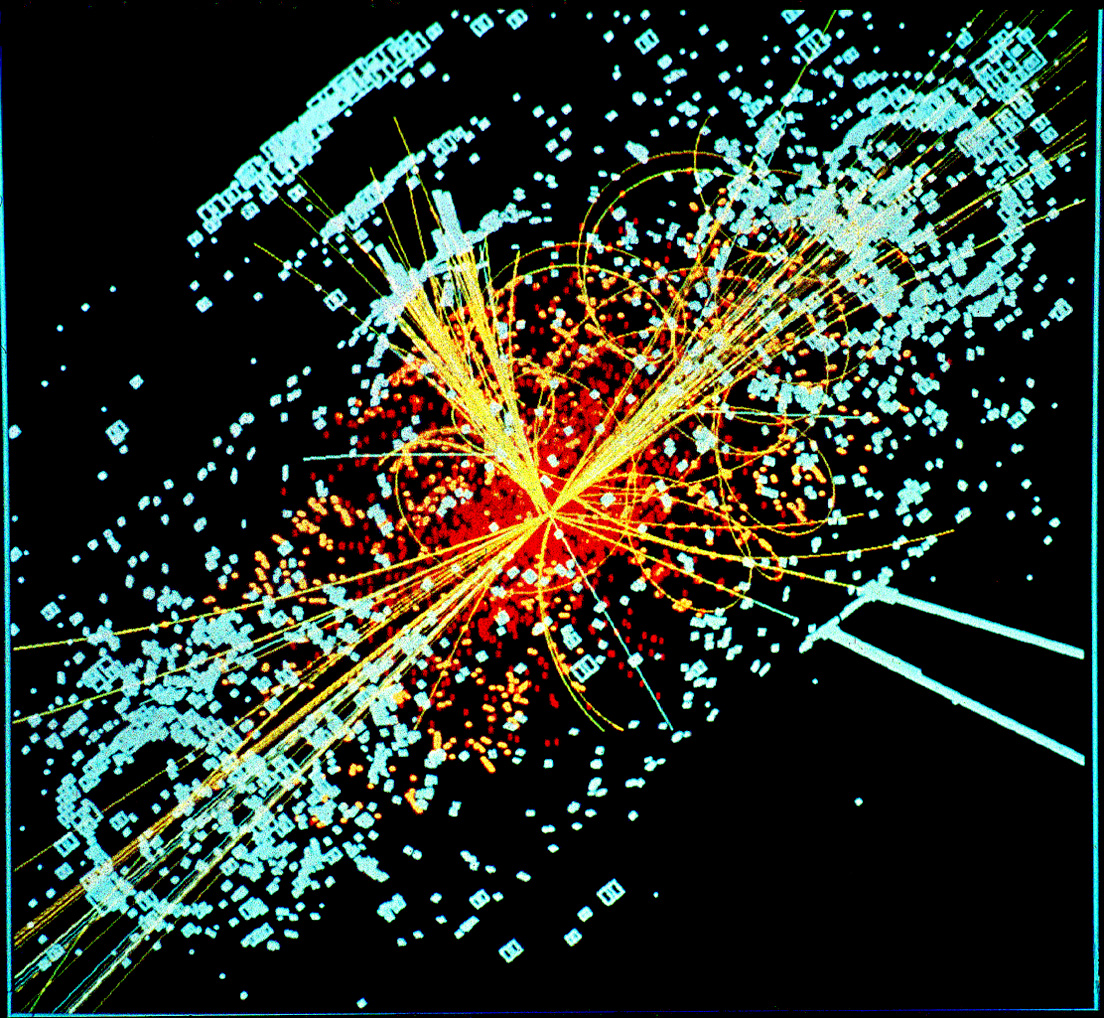
نواتج حدث افتراضي يمكن ان يسجلها مقياس CMS، ويمكن أن تحتوي على بوزون هيغز.

مرصد سودبوري للنيوترينو (بالإنجليزية: Sudbury Neutrino Observatory)‏ هو مرصد أو بالأحرى كاشف للنيوترينو يقع على عمق 2100 متر تحت الأرض في منجم للنيكل النشط يبعد حوالي 25 كيلومتر من وسط مدينة غريتر سودبوري الكندية.
تم تزويد المرصد التحت أرضي بمعدات متطورة   مكونة من عداد نيوترينو يمكن من الكشف عن أشعة الشيرينكوف باستعمال الماء الثقيل، ما يعني أنه حساس لإشعاعات شيرينكوف المنبعثة من الإلكترونات المتسارعة خلال تفاعلها مع النيوترينوات.
تم تشغيل الكاشف أول مرة مطلع مايو سنة 1999، وأوقف في 28 نوفمبر 2006، بالموازات مع ذلك استمر نشاط المرصد لسنوات لاحقة من أجل تحليل البيانات التي تم جمعها.
حصل آرثر ماكدونالد المسؤول عن التجارب بالمرصد في سنة 2015 على جائزة نوبل في الفيزياء، تقديرا لمساهماته الكبيرة في اكتشاف ظاهرة تذبذب النيوترينو.
بعد توقيف كاشف إشعاع شيرينكوف، أجريت أشغال توسيع ضخمة لهذا المختبر التحت أرضي بغرض تحويله إلى منشأة دائمة، تساهم في عدة تجارب باسم مختبر «سنولاب». يتم حاليا شيئا فشيئا تجديد معدات المرصد لاستخدامها في التجربة الفيزيائية SNO+.

## الدافع التجريبي
أغلب تجارب قياسات معدل النيوترينوات الشمسية الواصلة إلى الأرض تمت خلال ستينيات القرن العشرين، بحث تم خلال هذه الفترة رصد ما بين ثلث إلى نصف عدد النيوترونات التي تنبأ بها النموذج الشمسي القياسي. فقامت هذه التجارب كغيرها من العديد من التجارب الأخرى في هذا المجال بكشف معضلة عدم التوافق الحاصل بين قياس معدل النيوترينوات القادمة من الشمس إلى الأرض ومعدل حساب نشأتها بباطن الشمس طبقا لنظرية التفاعلات الشمسية ، في إطار ما يعرف بمشكلة نيوترينو الشمس.
على مدى عدة عقود، تم طرح العديد من الفرضيات تحاول تفسير هذا التأثير، كان من بينها فرضية تذبذبات النيوترينو.
كانت جميع أجهزة الكشف عن النيوترينوات الشمسية التابعة للمرصد حساسة بشكل رئيسي أو بالأحرى حصري لنيوترينو الإلكترون، لذلك فإنها لم تقدم سوى معلومات قليلة أو معدومة تتعلق بنيوترينو الميون وتاو النيوترينوات.
في سنة 1984، كان عالم الفزياء النظرية هيرب شين من جامعة كاليفورنيا في إرفاين أول من شدد أهمية وفوائد استخدام الماء الثقيل ككاشف عن النيوترينوات الشمسية. فعلى عكس أجهزة الكشف السابقة، فاستخدام الماء الثقيل من شأنه أن يجعل الكاشف حساسا لتفاعلين اثنين، الأول الحساسية لتفاعلات النيوترونات، أما الثاني فهو الحساسية تجاه تفاعلات نيوترينوات الإلكترون.
وهكذا، فإن مثل هذا الكاشف يمكّن من القياس المباشر لتذبذبات النيوترينو.
كانت كندا مكانا جذابا له، بفضل شركة الطاقة الذرية الكندية المحدودة، التي تتوفر على رصيد كبيرة من المياه الثقيلة، تسمح لها بدعم مفاعل كندو التابع لها. فكانت مستعدة لتقديم المبلغ اللازم لذلك والذي بلغ حوالي 330 مليون دولار كندي.
من المعروف أن منجم كريتون الذي يحتضن مرصد سودبوري للنيوترينو، يعد من بين الأعمق في العالم، وبالتالي فهو مكان ضعيف من حيث الإشعاع الطبيعي فلا تُحدث شوشرة في أداء التجارب، لذلك تم تحديده بسرعة كموقع مثالي لتجربة شين" المقترحة التي ينتظر إقامتها، فكانت إدارة المناجم مستعدة لجعل الموقع متاحا لذلك لكن بتكاليف إضافية.
أول اجتماع لجمعية المرصد تم عقده في سنة 1984.

## نتائج التجارب
في 18 يونيو 2001، نشرت أول نتائج علمية للمرصد، التي قدمت أول دليل واضح عن ظاهرة تذبذب النيوترونات. فكان لهذه النتائج دور مهم في النموذج الشمسي القياسي الذي توج هذه التجربة وتجارب أخرى.
نتائج التجربة كان لها أيضا تأثير كبير على أرض الواقع، ويبان في أهمية الوثائق التي أصدرها المرصد، إذ استشهد بوثيقتين فقط من هذه الوثائق أكثر من 1500 مرة، بالإضافة لوثيقتين أخريتين استشهد بها هي الأخرى أكثر من 750 مرة.
في سنة  2007، تلقي مدير المرصد آرثر ماكدونالد من معهد فرانكلين وسام بنجامين فرانكلين في الفيزياء. وبحلول عام 2015، تحصل آرثر ماكدونالد أيضا على جائزة نوبل في الفيزياء، نظير أبحاثه التي قادت إلى اكتشاف كتل النيوترينو 

## المؤسسات الشريكة
تتطلب تجارب فيزياء الجسيمات ذات الكتلة تعاونا كبيرا، مع ما يقرب من 100 المتعاونين، على اعتبار أن المرصد هو صغير بالمقارنة بما تتطلبه تجارب المصادم. شمل هذا التعاون مؤسسات من داخل وخارج كندا:

### كندا
- جامعة كارلتون
- جامعة لورانس
- جامعة كوينز
- مختبر تريومف (TRIUMF) وهو المختبر الوطني الكندي للفيزياء النووية وفيزياء المسرعات.
- جامعة كولومبيا البريطانية
- جامعة غويلف

### المملكة المتحدة
- جامعة أوكسفورد.

### الولايات المتحدة الأمريكية
- مختبر لورنس بيركلي الوطني.
- المختبر الوطني شمال غرب المحيط الهادئ.
- مختبر لوس ألاموس الوطني.
- جامعة بنسيلفانيا.
- جامعة واشنطن.
- جامعة تكساس في أوستن.
- مختبر بروكهافن الوطني.
- معهد ماساتشوستس للتكنولوجيا.

## جوائز وتشريفات
- تكريما لمرصد سودبوري أطلق اسمه المختصر (SNO) على كويكب 14724 SNO
- في نوفمبر 2006، تلقى فريق مرصد سودبوري نيوترينو بأكمله جائزة جون تشارلس بولانيي الأولى، هذه الجائزة التي تكريم الكفاءات التي تساهم في تقدم البحث في مجالات العلوم الطبيعية أو الهندسة.[12]
- فاز الباحث الرئيسي في المرصد آرثر ماكدونالد بجائزة نوبل في الفيزياء لعام 2015، مناصفة مع تاكاكي كاجيتا من مرصد كاميوكا، لاكتشافهما وجود كتلة للنيوتروينو.
- تلقى المرصد جائزة الفيزياء الأساسية لسنة 2016.

## روابط خارجية
- الموقع الإلكتروني الرسمي